# Wolfgang Schöllkopf
Wolfgang Schöllkopf (* 18. Januar 1958 in Ludwigsburg; † 5. Mai 2024 in Ulm) war ein deutscher evangelischer Theologe und Kirchenhistoriker.

## Leben
Wolfgang Schöllkopfs Forschungen galten insbesondere der regionalen Kirchengeschichte Württembergs mit den Schwerpunkten Reformation und Pietismus, sowie biographischen Untersuchungen.
Er besuchte das Friedrich-Schiller-Gymnasium in Ludwigsburg, danach die Evangelisch-theologischen Seminare in den Klöstern Schöntal, Maulbronn und Blaubeuren, wo er 1978 das Abitur ablegte.
Es folgte ein Studium der Evangelischen Theologie als Stipendiat des Evangelischen Stifts Tübingen an der Eberhard Karls Universität Tübingen, der Friedrich-Alexander-Universität Erlangen-Nürnberg und der damaligen Westfälischen-Wilhelms-Universität Münster. Der Abschluss des Studiums erfolgte 1985 mit der I. theologischen Dienstprüfung wiederum an der Universität Tübingen.
Nach seinem Vikariat übernahm Schöllkopf 1985/86 eine Sonderrepetentur im Evangelischen Stift Tübingen zur 450-Jahr-Feier. Nach Stationen im Gemeindepfarramt der Evangelischen Landeskirche von Württemberg in Nürtingen und Bitz war er von 1998 bis 2006 Jugendpfarrer in Ulm und neben dem Pfarramt von 2002 bis 2007 Mitglied der 13. Württembergischen Landessynode. Von 2010 bis 2015 wirkte er als Geistlicher am Einkehrhaus Stift Urach und als landeskirchlicher Beauftragter für württembergische Kirchengeschichte.
Wolfgang Schöllkopf wurde 1998 durch die Evangelisch-theologische Fakultät der Westfälischen Wilhelms-Universität Münster/Westfalen mit einer Arbeit über den württembergischen Pietisten Johann Reinhard Hedinger bei Martin Brecht promoviert.
Schöllkopf verantwortete 2009 bzw. 2017 die landeskirchlichen Ausstellungs-Projekte „Württemberg wird evangelisch – 475 Jahre Reformation, 450 Große Kirchenordnung in Württemberg“ und „Luther kommt nach Württemberg“. Er war Mitglied des wissenschaftlichen Beirats der Großen Landesausstellung „Schwaben“ des Landesmuseums Württemberg in den Jahren 2015/16.
Er lehrte von 2013 bis 2018 als Lehrbeauftragter am Centro Melantone, Protestantisches Zentrum für ökumenische Studien in Rom.
Wolfgang Schöllkopf hat sich 2019 im Fach Kirchengeschichte an der Evangelisch-theologischen Fakultät der Eberhard-Karls-Universität Tübingen mit einer Arbeit zur Geschichte des Evangelischen Stifts habilitiert und war anschließend dort Privatdozent.

## Schriften (Auswahl)
- Johann Reinhard Hedinger (1664–1704): Württembergischer Pietist und kirchlicher Praktiker zwischen  Spener und den Separatisten (= Arbeiten zur Geschichte des Pietismus 37), Göttingen 1999.
- Das Ulmer Münster – Erbaut aus Stein und Licht, Ostfildern 2007. (2. überarb. Aufl., Ostfildern 2015)
- Blaubeuren (mit Wolfgang Adler und Joachim Striebel), Münster und Ulm 2010.
- „Tu der Völker Türen auf“ Christian Gottlob Barth – Pfarrer, Pietist und Publizist, Stuttgart 2011.
- Schwäbischer Olymp und württembergische Pfarrerschmiede. 450 Jahre Evangelisches Stift Tübingen, 1986.
- Das Stift und die Stiftler – Studien zur Geschichte des Evangelischen Stifts Tübingen in Historiographie und Prosopographie. Tübingen 2019.
- Karl Adolf Groß: Zweitausend Tage Dachau: Berichte und Tagebücher des Häftlings Nr. 16921, herausgegeben von Wolfgang Schöllkopf, 2020.
- Das Evangelische Stift in Tübingen in: Reformation in Württemberg, Katalog der Ausstellung zur 450-Jahr-Feier der Ev.Landeskirche in Württemberg, hg. i. A. des Ev. Oberkirchenrats vom Landeskirchlichen Archiv, Stuttgart 1984, S. 223–227.
- Zwischen Luther und Zwingli – Die Reformation in Württemberg, in: Johannes Calvin. Sein Leben – sein Erbe, Themenheft des Ev. Gemeindeblatts für Württemberg, Stuttgart 2009, S. 43–48.
- Von Freundschaft und Gegnerschaft. Bucer und Blarer in ihren Briefen des Jahres 1531 und die Gegen-Artikel des Geislinger Pfarrers Dr. Georg Oßwald, in: Wolfgang Simon (Hg.), Martin Bucer zwischen den Reichstagen von Augsburg (1530) und Regensburg (1532). Beiträge zu einer Geographie, Theologie und Prosopographie der Reformation (SMHR 55), Tübingen 2011, 170–186.
- Der „slowenische Luther“ – Primus Truber hat von Stift Urach aus die Reformation exportiert, in: Südwest Presse Ulm, Beilage Schwäbische Heimat, 27. Juli 2013, S. 52.
- Die Reformation in der Reichsstadt Schwäbisch Hall und Johannes Brenz, in: EUROPA REFORMATA 1517 – 2017, hg. v. Michael Welker.
- Kirche und Schule in Urach zur Zeit der Reformation, in: Bad Urach – Gemeinde im Wandel, hg. v. Institut für Landesgeschichte Tübingen 2016.